# عمر سليمان (كاتب)
عمر سليمان (بالإنجليزية: Omar Soliman)‏ هو كاتب أمريكي، ولد في 10 مايو 1982 في الولايات المتحدة.

## وصلات خارجية
- عمر سليمان على موقع IMDb (الإنجليزية)